# Sadiq Umar
Ne pas confondre avec Aminu Umar, un autre joueur de l'équipe du Nigeria.
Umar Sadiq Mesbah, dit Umar Sadiq, né le 2 février 1997 à Kaduna au Nigeria, est un footballeur nigérian qui évolue au poste d'avant-centre au Valence CF, en prêt de la Real Sociedad.

## Biographie

### Carrière en club
Le 13 juillet 2015, il s'engage officiellement avec l'AS Rome pour un prêt payant de 500 000 euros assorti d'une option d'achat de 2,75 millions d'euros, mais le joueur sera finalement acquis à titre définitif le 22 juillet 2016 par le club romain après le règlement des 2,75 millions d'euros. Il signe un contrat de quatre ans.
Il enchaine les prêts en Italie d'abord au Bologne FC et Torino FC puis aux Pays-Bas au NAC Breda avant de partir en Écosse au Glasgow Rangers.
Après six mois décevants en prêt aux Glasgow Rangers, Umar Sadiq est à nouveau prêté jusqu'à la fin de la saison 2018-2019 au Perouse FC, qui évolue en Serie B (deuxième division italienne).
Après un nouveau prêt ce coup-ci couronné de succès au Partizan Belgrade, Sadiq est acheté par l'UD Almería où il va vite s'imposer comme un titulaire indiscutable. Le 29 mai 2022, il inscrit le but de l'égalisation contre Leganés qui offre le titre et de facto la promotion en première division à Almería. 
Il signe à la Real Sociedad en septembre 2022. 
Le 4 janvier 2025, le Valence CF a annoncé avoir conclu un accord avec la Real Sociedad pour recruter Sadiq Umar en prêt jusqu'au 30 juin 2025. 

### Carrière internationale
Umar Sadiq fait partie de la liste des 18 joueurs nigérians sélectionnés pour disputer les Jeux olympiques d'été de 2016. Lors du tournoi, il inscrit deux buts, contre le Japon (victoire 5-4), et puis contre la Suède (victoire 1-0).
Umar Sadiq dispute sa première compétition internationale lors de la Coupe d'Afrique des nations 2021.
Le 29 décembre 2023, il est retenu dans la liste des vingt-cinq joueurs nigérians sélectionnés par José Peseiro pour disputer la Coupe d'Afrique des nations 2023. Une blessure à un genou le contraint cependant au forfait et il est remplacé dans le groupe nigérian par Paul Onuachu.

## Palmarès
- Médaille de bronze aux Jeux olympiques d'été de 2016
- Champion de LaLiga 2 avec l'UD Almería

## Statistiques
| Saison                | Club                      | Championnat           | Championnat | Championnat | Championnat | Coupe(s) nationale(s) | Coupe(s) nationale(s) | Coupe(s) nationale(s) | Compétition(s) continentale(s) | Compétition(s) continentale(s) | Compétition(s) continentale(s) | Compétition(s) continentale(s) | Total | Total | Total |
| Saison                | Club                      | Division              | M.          | B.          | P.d.        | M.                    | B.                    | P.d.                  | Comp.                          | M.                             | B.                             | P.d.                           | M.    | B.    | P.d.  |
| 2013-2014             | USD Lavagnese 1919 (prêt) | Serie D               | 1           | 0           | 0           | -                     | -                     | -                     | -                              | -                              | -                              | -                              | 1     | 0     | 0     |
| 2014-2015             | Spezia Calcio             | Serie B               | -           | -           | -           | -                     | -                     | -                     | -                              | -                              | -                              | -                              | 0     | 0     | 0     |
| 2015-2016             | AS Rome                   | Serie A               | 6           | 2           | 0           | -                     | -                     | -                     | C1                             | -                              | -                              | -                              | 6     | 2     | 0     |
| 2016-2017             | Bologne FC (prêt)         | Serie A               | 7           | 0           | 1           | -                     | -                     | -                     | -                              | -                              | -                              | -                              | 7     | 0     | 1     |
| 2017-2018             | Torino FC (prêt)          | Serie A               | 3           | 0           | 0           | -                     | -                     | -                     | -                              | -                              | -                              | -                              | 3     | 0     | 0     |
| 2017-2018             | NAC Breda (prêt)          | Eredivisie            | 12          | 5           | 3           | -                     | -                     | -                     | -                              | -                              | -                              | -                              | 12    | 5     | 3     |
| 2018-2019             | Rangers FC (prêt)         | Premiership           | 1           | 0           | 0           | 2                     | 0                     | 0                     | C3                             | 1                              | 0                              | 0                              | 4     | 0     | 0     |
| 2018-2019             | AC Pérouse (prêt)         | Serie B               | 18          | 3           | 3           | -                     | -                     | -                     | -                              | -                              | -                              | -                              | 18    | 3     | 3     |
| 2019-2020             | FK Partizan (prêt)        | Super Liga            | 24          | 12          | 13          | 3                     | 0                     | 2                     | C3                             | 12                             | 5                              | 2                              | 39    | 17    | 17    |
| 2020-2021             | FK Partizan               | Super Liga            | 10          | 6           | 2           | -                     | -                     | -                     | C3                             | 3                              | 0                              | 0                              | 13    | 6     | 2     |
| Sous-total            | Sous-total                | Sous-total            | 34          | 18          | 15          | 3                     | 0                     | 2                     | -                              | 15                             | 5                              | 2                              | 52    | 23    | 19    |
| 2020-2021             | UD Almería                | LaLiga2               | 40          | 20          | 7           | 3                     | 2                     | 0                     | -                              | -                              | -                              | -                              | 43    | 22    | 7     |
| 2021-2022             | UD Almería                | LaLiga2               | 36          | 18          | 12          | 2                     | 1                     | 0                     | -                              | -                              | -                              | -                              | 38    | 19    | 12    |
| 2022-2023             | UD Almería                | LaLiga                | 3           | 2           | 0           | -                     | -                     | -                     | -                              | -                              | -                              | -                              | 3     | 2     | 0     |
| Sous-total            | Sous-total                | Sous-total            | 79          | 40          | 19          | 5                     | 3                     | 0                     | -                              | -                              | -                              | -                              | 84    | 43    | 19    |
| 2022-2023             | Real Sociedad             | LaLiga                | 2           | 1           | 0           | 0                     | 0                     | 0                     | C3                             | 1                              | 0                              | 0                              | 3     | 1     | 0     |
| 2023-2024             | Real Sociedad             | LaLiga                | 26          | 3           | 1           | 6                     | 0                     | 0                     | C1                             | 4                              | 0                              | 0                              | 36    | 3     | 1     |
| 2024-2025             | Real Sociedad             | LaLiga                | 7           | 0           | 0           | 1                     | 0                     | 0                     | C3                             | 3                              | 0                              | 1                              | 11    | 0     | 1     |
| Sous-total            | Sous-total                | Sous-total            | 35          | 4           | 1           | 7                     | 0                     | 0                     | -                              | 8                              | 0                              | 1                              | 50    | 4     | 2     |
| 2024-2025             | Valence CF (prêt)         | LaLiga                | 16          | 5           | 0           | 3                     | 1                     | 0                     | -                              | -                              | -                              | -                              | 19    | 6     | 0     |
| Total sur la carrière | Total sur la carrière     | Total sur la carrière | 212         | 77          | 42          | 20                    | 4                     | 2                     | -                              | 24                             | 5                              | 3                              | 256   | 86    | 47    |

### En sélection nationale
| Saison                | Sélection             | Phases finales        | Phases finales | Phases finales | Phases finales | Éliminatoires | Éliminatoires | Éliminatoires | Matchs amicaux | Matchs amicaux | Matchs amicaux | Total | Total | Total |
| Saison                | Sélection             | Compétition           | M              | B              | Pd             | M             | B             | Pd            | M              | B              | Pd             | M     | B     | Pd    |
| --------------------- | --------------------- | --------------------- | -------------- | -------------- | -------------- | ------------- | ------------- | ------------- | -------------- | -------------- | -------------- | ----- | ----- | ----- |
| 2021-2022             | Nigéria               | CAN 2022              | 4              | 1              | 0              | 3             | 0             | 0             | -              | -              | -              | 7     | 1     | 0     |
| 2023-2024             | Nigéria               | -                     | -              | -              | -              | 1             | 0             | 0             | 3              | 0              | 0              | 4     | 0     | 0     |
| 2024-2025             | Nigéria               | -                     | -              | -              | -              | 1             | 0             | 0             | -              | -              | -              | 1     | 0     | 0     |
| Total sur la carrière | Total sur la carrière | Total sur la carrière | 4              | 1              | 0              | 5             | 0             | 0             | 3              | 0              | 0              | 12    | 1     | 0     |